# Christian Friedrich Ecklon
Christian Friedrich (Fredrik) Ecklon, född 1795 i Åbenrå, död 1868 i Kapstaden, var en dansk apotekare, botaniker och entomolog.
Ecklon samlade extensivt i Sydafrika, som han besökte första gången 1823, till att börja med som apotekarlärling och senare som farmaceut, för att leta efter växter med medicinskt värde. Bristande finansiering och dålig hälsa tvingade honom att leva i fattigdom och sälja glödlampor samt bereda naturläkemedel. När han återvände till Europa 1828 hade han dock samlat in ett omfattande herbarium. Mellan 1833 och 1838 arbetade han i Hamburg med att revidera sin samling. Herbariet kom att bli grunden till Flora Capensis av hans vän Otto Wilhelm Sonder i samarbete med William Henry Harvey.
Tillsammans med Carl Ludwig Philipp Zeyher skrev Ecklon Enumeratio Plantarum Africae Australis Extratropicae, en beskrivande katalog om sydafrikanska växter.
Enligt International Plant Names Index har Ecklon namngivit 1 974 släkten och arter. Liksom många botaniker var Ecklon även entomolog och samlade växtassocierade insekter.
Auktorsnamnet Eckl. kan användas för Christian Friedrich Ecklon i samband med ett vetenskapligt namn inom botaniken; se Wikipediaartiklar som länkar till auktorsnamnet.

## Eponymer
Christian Friedrich Ecklon har hedrats med följande:
- Släkte
  - Ecklonia (På förslag av Heinrich Adolph Schrader, 1732)
- Arter
  - Delosperma ecklonis (På förslag av  Martin Heinrich Gustav Schwantes, 1927)
  - Helichrysum ecklonis (På förslag av Otto Wilhelm Sonder, 1865)